# Władysławowo (powiat ciechanowski)
Władysławowo – wieś sołecka w Polsce położona w województwie mazowieckim, w powiecie ciechanowskim, w gminie Opinogóra Górna.
W latach 1975–1998 miejscowość należała administracyjnie do województwa ciechanowskiego.
Do roku 1848 wieś nosiła nazwę Pomorko.